# Meyreuil
Meyreuil település Franciaországban, Bouches-du-Rhône megyében. Lakosainak száma 6341 fő (2022. január 1.). Meyreuil Aix-en-Provence, Beaurecueil, Châteauneuf-le-Rouge, Fuveau, Gardanne és Le Tholonet községekkel határos.

## Népesség
A település népességének változása:
| Lakosok száma | 2441 | 2845 | 3766 | 4932 | 5291 | 5417 | 5669 | 5821 | 5786 | 6341 |
|               | 1968 | 1982 | 1990 | 2006 | 2013 | 2015 | 2017 | 2019 | 2020 | 2022 |